# بريان ماجي
بريان ماجي (بالإنجليزية: Brian Magee) مواليد 9 يونيو 1975 في أيرلندا الشمالية، هو ملاكم بريطاني بدأ مسيرته الاحترافية سنة 1999. شارك في دورة الألعاب الأولمبية الصيفية سنة 1996. حقق الميدالية البرونزية في دورة ألعاب الكومنولث 1998.

## المسيرة الاحترافية
من نزالاته:
- خسر أمام ميكيل كيسلر بالضربة الفنية القاضية (2012).

## إحصائيات
خاض خلال مسيرته 42 نزالا، فاز في 36 وتعادل في 1 وخسر في 5. فاز بالضربة القاضية في 25 نزالا.

## الميداليات
| الميدالية | المسابقة                  |
| --------- | ------------------------- |
| برونزية   | دورة ألعاب الكومنولث 1998 |

## روابط خارجية
- بريان ماجي على موقع بوكس ريك (الإنجليزية) (registration required)
- بريان ماجي على موقع أوليمبيديا (الإنجليزية)